# حي بيت بوس (صنعاء)
حي بيت بوس هو أحد أحياء مدينة صنعاء في الجهة الجنوبية الغربية منها، ويتبع إدارياً مديرية سنحان وبني بهلول التابعة لمحافظة صنعاء اليمنية. يبلغ تعداد سكانه 6768 نسمة حسب التعداد السكاني في اليمن لعام 2004.

## قرية بيت بوس
سمي الحي بأسم القرية القديمة الواقعة ضمن نطاق الحي. وهي قرية وفرت لها طبيعة الموقع الجبلي الذي أقيمت عليه تحصيناً دفاعياً جعلها بمنأى عن الغزاة، فهي محمية من ثلاثة اتجاهات الشرق والشمال والغرب، ولها بوابة واحدة فقط في الجهة الجنوبية، وموقع قرية بيت بوس يعود تاريخه إلى عصور ما قبل الإسلام، وكان يندرج ضمن أملاك قبيلة مأذن، ومن بقايا آثار عصور ما قبل الإسلام (نقشٌ كتب بخط المسند) يقع على الصخور في الجهة الغربية منها.
وفي بيت بوس يوجد مسجد جميل بناه الإمام الهادي إلى الحق «يحيى بن الحسين الرسي» (892 - 911 ميلادية)، وقد كانت واحدة من مراكز المطرفية في (أواخر القرن الرابع وأوائل القرن الخامس للهجرة) إلى جانب سناع، وبيت حنبص.

## تاريخ قرية بيت بوس
هناك أراء من خلال نقوش حميرية كثيرة فوق باب الكهف في عرض جبل ألفرضه بان باني هذا الحصن هو الملك الحميري ذي بوس بن ايرل بن شرحبيل (ذكره نشوان بن سعيد الحميري المتوفي سنة 573هـ «أم أين ذويهر وذو يزن، وذو بوس وذوبيح وذو الأنواح»)، وهو معروف ومذكور وله تاريخه وكتب عنه الكثير من المؤرخين وسمي هذا الحصن باسمه (بيت بوس) وقد اتخذه مقراً لإقامته ووجد اسمه على الكثير من الأحجار وكان بناء هذا الحصن قد تم في حوالي القرن الثامن قبل الميلاد.
ظل هذا الحصن لفترة طويلة من الزمن محل تنازع الطامعين بالسيطرة عليه كونه حامياً ومطلاً على مدينة صنعاء من جنوبها الغربي. ففي عام 289هـ قام أل طريف بالاستيلاء عليه بعد انشقاقهم على الدولة اليعفرية آنذاك وأقاموا فيه فترة ليست بالقصيرة وقاموا بترميمه في تلك الفترة. وكانوا يستخدمونه كسجن لاحتجاز المساجين المهمين لأنه كان حصناً حصيناً ومنيعاً حيث لا يستطيع أحد من السجناء أو غيرهم الهروب منه كون هذا الحصن له باب واحد فقط للدخول أو الخروج أما بقية أنحاءه فهي صخر أملس لا يقدر أحد على النزول أو الصعود إليه.
وكان من أشهر من سجن في هذا الحصن التالية أسمائهم:
1. الأمير / علي بن الحسين بن جفتم وهو من العراق وكان حينها والياً على اليمن للخليفة العباسي المكتفي بالله علي بن المعتضد في 290 سنة هـ.
2. الأمير الثائر عثمان بن أبي الخير أحمد بن يعفر الحوالي ابن عم ملك اليمن آنذاك وزعيم الدولة اليعفرية الملك أسعد بن أبي يعفر الحوالي وقد أتى هذا الملك بنفسه إلى حصن بيت بوس وحرر أبن عمه من السجن.
3. الإمام المرتضى محمد بن الهادي يحي بن الحسين الرسي وقد أسره آنذاك الزعيم الشهير بابن الضحاك الحاشدي وقد كتب الإمام المرتضى قصيدة من الشعر وذكر فيها سجنه في بيت بوس منها:«يابيت بوس حبسنا في حواك على خذلان من بعد ميثاق»

هذا وقد أتى الأمام الهادي يحي بن الحسين بجيشه إلى بيت بوس وقامت معركة بينه وبين أل طريف وابن الضحاك وسميت هذه المعركة بيوم بيت بوس ومن ثم كان الانتصار للإمام الهادي وقام بالاستيلاء على هذا الحصن وسيطر عليه لمدة أربع سنوات من 291هـ إلى 295م وظل تحت سيطرته إلى إن أتى ملك الدولة اليعفرية وأخرجه منه وسيطر عليه قائد الدولة اليعفرية من جديد. ومن محاسن الإمام الهادي أنه قام ببناء مسجد وذلك عام 293هـ وهذا المسجد يعرف إلى الآن باسم جامع الهادي.
اما في عام 450هـ فقد قام الصليحيون بالاستيلاء عليه وذلك على يد مؤسس وملك الدولة الصليحية الملك الأكرم علي بن محمد الصليحي وقد قام الصليحيون بترميم هذا الحصن سنة 504 هـ وذلك في عهد الملكة الحرة أروى بنت أحمد الصليحي. هذا وقد أقام في هذا الحصن الملك المكرم أحمد بن علي الصليحي زوج الملكة أروى لفترة وجيزة كان فيها مريضاً إلى ان وافاه الأجل المحتوم في سنة 480هـ ودفن في هذا الحصن وقبره معروف إلى الآن.
اما بعد انهيار الدولة الصليحية في بدايات القرن السادس للهجرة وذلك بعد وفاة الملكة أروى، بدأ الاهتمام بهذا الحصن يقل كثيراً فترة بعد أخرى وباختلاف الدويلات المتعاقبة على اليمن ظل الحصن مهملاً إلى إن قامت دولة السلطان ابن السلطان قرة عين الزمان الملك الظافر عامر بن عبدالوهاب بن داوود بن طاهر مؤسس الدولة الطاهرية وملكها. فبدأ الاهتمام بهذا الحصن من جديد وذلك لموقعه الاستراتيجي والدفاعي الهام من أي غزو على مدينة صنعاء من جنوبها فأمر السلطان بترميم الحصن والاهتمام به وذلك عام 910هـ.
بعض من الفقهاء والعلماء التابعين وكذلك اعلام رجال هذا الحصن ممن ولدوا وترعرعوا وتربوا في حصن بيت بوس الاثري العظيم ومنهم:
1. الحسن بن عبد الاعلى بن إبراهيم بن عبد الله البوسي الصنعاني ويعتبر من فقهاء اليمن وذلك في المائة الثانية للهجرة.
2. الحسن بن احمد البوسي من فقهاء اليمن في المائة الثالثة للهجرة.
3. إبراهيم بن محمد بن سليمان بن علي بن محمد بن عبد الاعلى البوسي وله (مصنف الحفيظ في الفقه) اكمل تاليفه عام 779هـ.
4. أبو القاسم بن علي بن محمد بن سلامه الحوالي الحميري ---- البوسي بلداً وهو صاحب كتاب (ناظم البوسية في الفقه) وكان من فقهاء اليمن في المائة الثامنة للهجرة.